# Svein Inge Haagenrud
Svein Inge Haagenrud (Trondheim, 8 novembre 1971) è un allenatore di calcio ed ex calciatore norvegese, di ruolo portiere.

## Biografia
È il figlio di Svein Haagenrud, anch'egli calciatore.

## Carriera

### Giocatore

#### Club
Haagenrud cominciò la carriera con la maglia del Sørumsand. Passò poi al Lillestrøm, per cui debuttò nella massima divisione norvegese il 13 maggio 1990, nel successo per 1-0 sullo Strømsgodset: sostituì Bård Bjerkeland. Fu comunque la riserva di Frode Grodås, in quegli anni. Terminata questa esperienza, fece ritorno al Sørumsand.
Passò poi al Nardo e in seguito al Kongsvinger. Esordì in questa squadra il 18 giugno 1995, subentrando al portiere titolare Lars Kenneth Ringsrød. Lasciata questa squadra, passò prima allo Skjetten e poi al Romerike.
Nel 2001 firmò per lo HamKam, per cui giocò il primo incontro il 10 giugno, nella sconfitta per 1-0 contro lo Haugesund. Contribuì alla promozione del 2003, giocando titolare. Si ritirò nel 2009.

### Allenatore
Il 23 aprile 2014, venne nominato nuovo allenatore dello HamKam, in sostituzione del dimissionario Vegard Skogheim. La soluzione fu soltanto temporanea, in quanto Peter Sørensen fu ingaggiato al suo posto in data 15 maggio. Il 4 luglio, Sørensen rassegnò le proprie dimissioni. Haagenrud tornò quindi ad allenare la squadra fino al 29 agosto, quando comunicò alla dirigenza la sua volontà di lasciare la panchina per tornare a fare da assistente tecnico: al suo posto, fu assunto Chris Twiddy.